# Министр иностранных дел Мексики
Министр иностранных дел Мексики (исп. Secretario de Relaciones Exteriores, более точный перевод Секретарь иностранных дел) — член федерального исполнительного кабинета Мексики, который отвечает за осуществление внешней политики страны. Министр иностранных дел Мексики назначается президентом Мексики и возглавляет министерство иностранных дел (исп. Secretaría de Relaciones Exteriores, Секретариат иностранных дел).

Нынешний министр иностранных дел (2024 год) — Хуан Рамон де ла Фуэнте.

## Министры иностранных дел Мексики
- Хосе Мануэль де Эррера — (4 октября 1821 – 22 февраля 1823);
- Хосе Сесилио Дельвалье — (25 февраля – 2 апреля 1823);
- Хосе Игнасио Гарсия Ильюэка — (2 – 15 апреля 1823) (и.о.);
- Лукас Аламан-и-Эскалада — (16 апреля 1823 – 7 февраля 1824);
- Хуан Гусман — (7 февраля – 23 апреля 1824);
- Пабло де ла Льяве — (24 апреля – 14 мая 1824) (и.о.);
- Лукас Аламан-и-Эскалада — (15 мая – 22 сентября 1824);
- Хуан Гусман — (22 сентября 1824 – 11 января 1825);
- Лукас Аламан-и-Эскалада — (12 января – 27 сентября 1825);
- Мануэль Гомес Педраса — (27 сентября – 29 ноября 1825) (и.о.);
- Себастьян Камачо — (30 ноября 1825 – 8 июля 1826);
- Хуан Хосе Эспиноса де лос Монтерос — (9 июля 1826 – 5 марта 1828);
- Хуан де Диос Каньедо — (6 марта 1828 – 22 января 1829);
- Мануэль Ортис де ла Торре — (23 – 25 января 1829);
- Хосе Мария Боканегра — (26 января – 2 ноября 1829);
- Агустин Виеска-и-Монтес — (3 ноября – 22 декабря 1829);
- Мануэль Ортис де ла Торре — (23 декабря 1829 – 7 января 1830);
- Лукас Аламан-и-Эскалада — (8 января 1830 – 2 июня 1831);
- Хосе Мария Ортис Монастерио — (3 июня – 29 июля 1831);
- Лукас Аламан-и-Эскалада — (30 июля 1831 – 20 мая 1832);
- Хосе Мария Ортис Монастерио — (21 мая – 19 августа 1832);
- Франсиско Фагоага — (20 августа – 24 декабря 1832);
- Бернардо Госалес Ангуло — (26 декабря 1832 – 26 апреля 1833;
- Карлос Гарсия-и-Боканегра — (27 апреля – 15 декабря 1833);
- Франсиско Мария Ломбардо — (16 декабря 1833 – 22 января 1835;
- Хосе Мария Гутьеррес де Эстрада — (22 января – 1 июня 1835);
- Хосе Мария Ортис Монастерио — (2 июня – 8 июля 1835);
- Мануэль Диес де Бонилья — (9 июля – 28 октября 1835);
- Хосе Мария Ортис Монастерио — (29 октября 1835 – 18 апреля 1837);
- Луис Гонзага Куэвас — (21 апреля – 26 октября 1837);
- Хосе Мария Боканегра — (27 октября–7 ноября 1837);
- Хосе Мария Ортис Монастерио — (7 ноября 1837 – 9 января 1838);
- Луис Гонзага Куэвас — (10 января – 13 ноября 1838);
- Хосе Хоакин Песадо — (13 ноября – 12 декабря 1838) (и.о.);
- Мануэль Гомес Педраса — (13 – 18 декабря 1838);
- Хосе Гомес де ла Кортина — (18 – 22 декабря 1838) (и.о.);
- Мануэль Эдуардо де Горостиса — (22 декабря 1838 – 26 февраля 1839);
- Хосе Мария Торнель — (27 февраля – 13 марта 1839) (и.о.);
- Мануэль Эдуардо де Горостиса — (14 марта – 26 июля 1839);
- Хуан де Диос Каньедо — (27 июля 1839 – 5 октября 1840);
- Хосе Мария Ортис Монастерио — (6 октября 1840 – 20 мая 1841);
- Себастьян Камачо — (21 мая – 10 октября 1841);
- Мануэль Гомес Педраса — (11 октября – 17 ноября 1841);
- Хосе Мария Боканегра — (18 ноября 1841 – 22 июля 1844);
- Хосе Мария Ортис Монастерио — (23 июля – 5 августа 1844);
- Хосе Мария Боканегра — (5 – 18 августа 1844);
- Мануэль Крессенсио Рехон — (19 августа – 6 декабря 1844);
- Луис Гонзага Куэвас — (7 декабря 1844 – 13 августа 1845);
- Мануэль де ла Пенья-и-Пенья — (14 августа – 30 декабря 1845);
- Хосе Мария Ортис Монастерио — (4 – 6 января 1846);
- Хоакин Мария дель Кастильо-и-Лансас — (7 января – 27 июля 1846);
- Хосе Мария Ортис Монастерио — (27 – 31 июля 1846);
- Хосе Хоакин Песадо — (1 – 4 августа 1846);
- Хосе Мария Ортис Монастерио — (5 – 26 августа 1846);
- Мануэль Крессенсио Рехон — (27 августа – 20 октября 1846);
- Хосе Мария Лафрагуа — (21 октября – 23 декабря 1846);
- Хосе Фернандо Рамирес — (24 декабря 1846 – 21 января 1847);
- Хосе Мария Ортис Монастерио — (22 января – 27 февраля 1847);
- Игнасио Сьерра-и-Россо — (1 – 26 марта 1847) (и.о.);
- Мануэль Баранда — (27 марта – 17 июня 1847);
- Доминго Ибарра — (18 июня – 6 июля 1847);
- Хосе Рамон Пачеко — (7 июля – 16 сентября 1847);
- Хосе Мария Ортис Монастерио — (16 – 26 сентября 1847);
- Луис де ла Роса — (27 сентября – 11 ноября 1847);
- Мануэль де ла Пенья-и-Пенья — (12 ноября 1847 – 8 января 1848);
- Луис де ла Роса — (9 января – 3 июня 1848);
- Мариано Отеро — (4 июня – 14 ноября 1848);
- Луис Гонзага Куэвас — (15 ноября 1848 – 2 мая 1849);
- Хосе Мария Ортис Монастерио — (3 – 9 мая 1849);
- Хосе Мария Лакунса — (10 мая 1849 – 15 января 1851);
- Мариано Яньес — (16 января – 28 апреля 1851);
- Хосе Мария Ортис Монастерио — (29 апреля – 9 июня 1851);
- Мариано Маседо — (10 июня – 10 сентября 1851);
- Хосе Фернандо Рамирес — (11 сентября 1851 – 3 марта 1852);
- Хосе Урбано Фонсека — (4 – 30 марта 1852) (и.о.);
- Хосе Фернандо Рамирес — (30 марта – 2 сентября 1852);
- Хосе Мигель Арройо — (2 сентября – 22 октября 1852);
- Мариано Яньес — (23 октября – 11 декабря 1852);
- Хосе Мигель Арройо — (12 декабря 1852 – 7 января 1853);
- Хуан Антонио де ла Фуэнте — (8 – 18 января 1853);
- Хосе Мигель Арройо — (19 января – 19 апреля 1853);
- Лукас Аламан-и-Эскалада — (20 апреля – 27 мая 1853);
- Хосе Мигель Арройо — (27 мая – 4 июня 1853);
- Мануэль Диес де Бонилья — (4 июня 1853 – 8 августа 1855);
- Хосе Мигель Арройо — (9 августа – 12 сентября 1855);
- Мельчор Окампо — (5 – 30 октября 1855);
- Мигель Мария Арриоха — (31 октября – 10 декабря 1855);
- Лукас де Паласио-и-Магарола — (11 – 12 декабря 1855);
- Луис де ла Роса — (13 декабря 1855 – 29 августа 1856);
- Хуан Антонио де ла Фуэнте — (30 августа – 13 ноября 1856);
- Мигель Лердо де Техада — (13 ноября – 24 декабря 1856) (и.о.);
- Лукас де Паласио-и-Магарола — (25 декабря 1856 – 7 января 1857);
- Эсекьель Монтес Ледесма — (8 января – 30 апреля 1857);
- Лукас де Паласио-и-Магарола — (1 – 24 мая 1857);
- Хуан Антонио де ла Фуэнте — (25 мая – 4 июня 1857);
- Себастьян Лердо де Техада — (5 июня – 16 сентября 1857);
- Лукас де Паласио-и-Магарола — (17 сентября – 19 октября 1857);
- Хуан Антонио де ла Фуэнте — (20 октября – 16 декабря 1857);
- Лукас де Паласио-и-Магарола — (17 декабря 1857 – 18 января 1858);
- Мельчор Окампо — (22 января 1858 – 15 августа 1859);
- Хуан Антонио де ла Фуэнте — (16 августа – 30 ноября 1859);
- Мельчор Окампо — (1 декабря 1859 – 23 января 1860) (и.о.);
- Хосе Сантос Дегольядо — (23 января – 25 марта 1860);
- Хосе де Эмпаран — (26 марта – 30 сентября 1860) (и.о.);
- Мельчор Окампо — (1 октября 1860 – 17 января 1861);
- Хуан де Диос Ариас — (17 – 20 января 1861);
- Франсиско Сарко — (21 января – 11 мая 1861);
- Лукас де Паласио-и-Магарола — (12 – 17 мая 1861);
- Леон Гусман — (18 мая – 17 июня 1861);
- Лукас де Паласио-и-Магарола — (18 июня – 12 июля 1861);
- Мануэль Мария де Самакона-и-Мерфи — (13 июля – 26 ноября 1861);
- Хуан де Диос Ариас — (27 ноября – 10 декабря 1861);
- Мануэль Добладо — (11 декабря 1861 – 15 апреля 1862);
- Хесус Теран Передо — (16 – 29 апреля 1862) (и.о.);
- Мануэль Добладо — (30 апреля – 13 августа 1862);
- Хуан де Диос Ариас — (14 – 24 августа 1862);
- Хуан Антонио де ла Фуэнте — (25 августа 1862 – 1 сентября 1863);
- Мануэль Добладо — (2 – 11 сентября 1863);
- Себастьян Лердо де Техада — (12 сентября 1863 – 9 июня 1868);
  - Хосе Мигель Арройо (в правительстве Максимилиана I) — (27 июня 1863 – 2 июля 1864) (и.о.);
  - Хосе Фернандо Рамирес (в правительстве Максимилиана I) — (3 июля 1864 – 18 октября 1865);
  - Мартин де Кастильо (в правительстве Максимилиана I) — (18 октября 1865 – 9 июля 1866);
  - Луис де Арройо (в правительстве Максимилиана I) — (10 июля – 25 сентября 1866) (и.о.);
  - Хуан де Переда (в правительстве Максимилиана I) — (25 сентября 1866 – 16 января 1867) (и.о.);
  - Томас Мёрфи (в правительстве Максимилиана I) — (17 января – 18 июня 1867);
- Мануэль Аспирос — (10 июня – 10 сентября 1868);
- Себастьян Лердо де Техада — (11 сентября 1868 – 17 января 1871);
- Мануэль Аспирос — (18 января – 25 мая 1871);
- Игнасио Марискаль — (26 мая 1871 – 12 июня 1872);
- Хосе Мария Лафрагуа — (13 июня 1872 – 15 ноября 1875);
- Хуан де Диос Ариас — (15 ноября 1875 – 30 августа 1876);
- Мануэль Ромеро Рубио — (31 августа – 28 ноября 1876);
- Игнасио Луис Валларта — (29 ноября 1876 – 31 мая 1877);
- Хосе Фернандес — (1 – 22 июня 1877);
- Игнасио Луис Валларта — (23 июня 1877 – 6 мая 1878);
- Хосе Фернандес — (6 мая – 19 июня 1878);
- Хосе Мария Мата — (20 июня – 17 сентября 1878);
- Элеутерио Авила — (17 сентября 1878 – 26 января 1879);
- Мигель Руэлас — (27 января – 31 марта 1879);
- Анхель Нуньес Ортега — (31 марта – 17 апреля 1879);
- Мигель Руэлас — (17 апреля – 12 декабря 1879);
- Хулио Сарате — (12 декабря 1879 – 12 февраля 1880);
- Мигель Руэлас — (12 февраля – 22 сентября 1880);
- Хосе Фернандес — (23 сентября – 21 ноября 1880);
- Игнасио Марискаль — (22 ноября 1880 – 11 января 1883);
- Хосе Фернандес — (12 – 20 января 1883);
- Игнасио Марискаль — (20 января – 1 июня 1883);
- Хосе Фернандес — (2 июня 1883 – 31 декабря 1884);
- Хоакин Баранда-и-Кихано — (1 – 18 января 1885);
- Игнасио Марискаль — (19 января 1885 – 11 мая 1890);
- Мануэль Аспирос — (12 мая – 15 сентября 1890) (и.о.);
- Игнасио Марискаль — (16 сентября 1890 – 5 января 1898);
- Мануэль Аспирос — (6 – 12 января 1898) (и.о.);
- Игнасио Марискаль — (12 января 1898 – 20 сентября 1899);
- Хосе Мария Гамбоа — (30 сентября – 12 ноября 1899) (и.о.);
- Игнасио Марискаль — (13 ноября 1899 – 20 августа 1903);
- Хосе Алгара — (21 августа – 16 декабря 1903) (и.о.);
- Игнасио Марискаль — (17 декабря 1903 – 16 апреля 1910);
- Федерико Гамбоа — (16 апреля – 3 мая 1910) (и.о.);
- Энрике Креэль Куильти — (4 мая 1910 – 26 марта 1911);
- Викториано Саладо Альварес — (27 – 31 марта 1911) (и.о.);
- Франсиско Леон де ла Барра — (1 апреля – 25 мая 1911);
- Викториано Саладо Альварес — (25 мая – 26 июня 1911) (и.о.);
- Бартоломе Карбахаль-и-Росас — (26 июня – 6 ноября 1911) (и.о.);
- Мануэль Калеро-и-Сьерра — (6 ноября 1911 – 9 апреля 1912);
- Педро Ласкураин — (9 апреля – 4 декабря 1912);
- Хулио Гарсия — (4 декабря 1912 – 15 января 1913) (и.о.);
- Педро Ласкураин — (16 января – 18 февраля 1913);
- Франсиско Леон де ла Барра — (21 февраля – 6 июля 1913);
- Карлос Перейра — (6 – 27 июля 1913) (и.о.);
- Мануэль Гарса Алдапе — (28 июля 1912 – 10 августа 1913) (и.о.);
- Федерико Гамбоа — (11 августа – 24 сентября 1913);
- Антонио де ла Пенья-и-Рейес — (25 – 30 сентября 1913) (и.о.);
- Керидо Моэно-и-Табарес — (1 сентября 1913 – 17 февраля 1914);
- Хосе Лопес Портильо-и-Рохас (в правительстве Викториано Уэрты) — (18 февраля – 2 мая 1914);
- Роберто Эстева Руис (в правительстве Викториано Уэрты) — (3 мая – 9 июля 1914) (и.о.);
- Франсиско Карвахаль (в правительстве Викториано Уэрты) — (10 – 15 июля 1914);
- Рафаэль Диас Итурбиде (в правительстве Викториано Уэрты) — (16 июля – 13 августа 1914) (и.о.);
- Хосе Ортис Родригес (в правительстве Эулалио Гутьерреса) — (31 декабря 1914 – 17 января 1915) (и.о.);
- Исмаэль Палафокс (в правительстве Роке Гонсалеса Гарса) — (18 января – 9 июня 1915);
- Игнасио Боррего (в правительстве Франсиско Лагоса Часаро) — (13 июня – 11 августа 1915);
  - Франсиско Эскудеро (в правительстве Венустиано Карранса) — (18 октября – 8 декабря 1913);
  - Исидро Фабела Альфаро (в правительстве Венустиано Карранса) — (16 декабря 1913 – 10 декабря 1914);
  - Марселино Давалос (в правительстве Венустиано Карранса) — (10 декабря 1914 – 15 января 1915);
  - Хесус Уруэта (в правительстве Венустиано Карранса) — (15 января – 23 июня 1915) (и.о.);
  - Хесус Акунья (в правительстве Венустиано Карранса) — (23 июня 1915 – 12 марта 1916) (и.о.);
- Кандидо Агилар — (13 марта – 3 апреля 1917);
- Эрнесто Гарса Перес — (3 апреля 1917 – 3 февраля 1918) (и.о.);
- Кандидо Агилар — (4 февраля – 10 ноября 1918);
- Эрнесто Гарса Перес — (11 ноября 1918 – 17 марта 1919) (и.о.);
- Сальвадор Диего-Фернандес Видауррасага — (17 марта – 13 октября 1919);
- Иларио Медина — (13 октября 1919 – 31 марта 1920) (и.о.);
- Альберто Франко — (1 апреля – 6 мая 1920);
- Хуан Санчес Аскона — (7 марта – 15 июня 1920);
- Мигель Коваррубиас Акоста — (15 июня – 1 августа 1920);
- Кутберто Идальго Тельес — (1 августа 1920 – 14 января 1921) (и.о.);
- Аарон Саэнс Гарса — (15 – 27 января 1921) (и.о.);
- Альберто Хосе Пани — (27 января 1921 – 27 сентября 1923);
- Аарон Саэнс Гарса — (27 сентября 1923] – [[[1 мая]] 1927);
- Хенаро Эстрада Фелис — (1 мая 1927] – [[[20 января]] 1932);
- Мануэль Тельес — (21 января – 21 декабря 1932);
- Оскар Дуплан — (21 – 30 декабря 1932);
- Хосе Мануэль Пуиг — (1 января 1933 – 30 ноября 1934);
- Эмилио Портес Хиль — (1 декабря 1934 – 15 июня 1935)
- Хосе Анхель Сенисерос — (16 июня – 30 ноября 1935) (и.о.);
- Эдуардо Ай[исп.] — (2 декабря 1935 – 30 ноября 1940);
- Эсекьель Падилья — (1 декабря 1940 – 11 июля 1945);
- Мануэль Тельо — (13 июля – 1 октября 1945) (и.о.);
- Франсиско Кастильо — (1 октября 1945 – 30 ноября 1946);
- Хайме Торрес Бодет — (1 декабря 1946 – 28 ноября 1948);
- Мануэль Тельо — (28 ноября 1948 – 30 ноября 1952);
- Луис Падилья Нерво — (1 декабря 1952 – 30 ноября 1958);
- Мануэль Тельо — (1 декабря 1958 – 30 марта 1964);
- Хосе Горостиса — (30 марта – 30 ноября 1964);
- Антонио Каррильо Флорес — (1 декабря 1964 – 30 ноября 1970);
- Эмилио Оскар Рабаса — (1 декабря 1970 – 29 декабря 1975);
- Альфонсо Гарсия Роблес — (29 декабря 1975 – 30 ноября 1976);
- Сантьяго Роэль Гарсиа — (1 декабря 1976 – 16 мая 1979);
- Хорхе Кастанеда-и-Альварес де ла Роса — (16 мая 1979 – 30 ноября 1982);
- Бернардо Сепульведа Амор — (1 декабря 1982 – 30 ноября 1988);
- Фернандо Солана Моралес — (1 декабря 1988 – 29 ноября 1993);
- Мануэль Камачо Солис — (29 ноября 1993 – 10 января 1994);
- Мануэль Тельо Масиас — (10 января – 30 ноября 1994);
- Хосе Анхель Гурриа — (1 декабря 1994 – 5 января 1998);
- Росарио Грин Масиас — (7 января 1998 – 30 ноября 2000);
- Хорхе Кастаньеда Гутман — (1 декабря 2000 – 15 января 2003);
- Луис Эрнесто Дербес — (16 января 2003 – 30 ноября 2006);
- Патрисия Эспиноса — (1 декабря 2006 – 30 ноября 2012);
- Хосе Антонио Мид Курибренья — (1 декабря 2012 – 27 августа 2015);
- Клаудия Руис Массьеу Салинас — (27 августа 2015 – 4 января 2017);
- Луис Видегарай Касо — (4 января 2017 – 30 ноября 2018);
- Марсело Эбрард — (1 декабря 2018 — 12 июня 2023);
  - Кармен Морено Тоскано — (13 июня 2023 — 2 июля 2023) (и.о.);
- Алисия Барсена Ибарра — (3 июля 2023 — 1 октября 2024);
- Хуан Рамон де ла Фуэнте — (1 октября 2024 — по настоящее время).